# Mathias Bös (Luftfahrtmanager)
Mathias Bös (* 26. Dezember 1902 in Düsseldorf-Rath; † 17. August 1974 in Bonn) war ein langjähriger Ausbildungs- und Wissenschaftsmanager der deutschen Luft- und Raumfahrt.

## Leben und Wirken
Mathias Bös studierte zunächst Flugzeugbau an der TH Aachen, unterbrach dann von 1925 bis 1929 sein Studium und arbeitete in der Maschinenfabrik seines Vaters in einer kaufmännischen Funktion. Danach war er im Aerodynamischen Institut von Theodore von Kármán wissenschaftlicher Mitarbeiter und legte 1934 seine Diplom-Hauptprüfung ab. In dieser Zeit war Bös auch in der Flugwissenschaftlichen Vereinigung Aachen (FVA) tätig.
Von 1934 bis 1935 betreute und förderte Bös unter Otto Fuchs in der Abteilung für Ingenieurnachwuchs der Deutschen Versuchsanstalt für Luftfahrt (DVL) die studentischen Fliegergruppen an Hochschulen und Ingenieurschulen. Von 1935 bis 1938 war Bös im Reichsluftfahrtministerium (RLM) Referent und Gruppenleiter in der Forschungsabteilung von Adolf Baeumker. Die Heranbildung von technischem und wissenschaftlichem Nachwuchs für die Luftfahrt stand in dieser Zeit im Zentrum seiner Arbeit.
Auf der Basis der Vorarbeiten von Mathias Bös konnte 1937 die Ingenieurschule für Luftfahrttechnik (IfL) gegründet werden, und ihm wurde 1938 deren Leitung übertragen. Diese hatte er bis 1944 inne. Bis Kriegsende war er Geschäftsführer des Flugfunk-Forschungsinstituts in Oberpfaffenhofen.
Von 1945 bis 1954 war Bös in der Industrie und freiberuflich tätig, bis er 1955 in die neu gebildete Abteilung Luftfahrt des Bundesverkehrsministeriums eintrat. 1959 bis 1967 war Bös Geschäftsführer der Deutschen Gesellschaft für Flugwissenschaften (DGF).